# すぎのこ村
すぎのこ村（すぎのこむら）は、明治製菓が1987年（昭和62年）から1988年（昭和63年）にかけて製造して販売した、チョコレートスナック菓子である。1992年（平成4年）から「ラッキー（のちのフラン）」の姉妹品という立ち位置に変更され、「ラッキーミニアーモンド」の名称で2008年まで販売された。2005年（平成17年）に期間限定で復刻販売した。

## 特徴
販売期間が短く知名度は低いが、きのこの山とたけのこの里の隠れた兄弟で、すぎのこ村も加わったCM動画も放送した。棒の部分のビスケットにアーモンドがぎっしり詰まったミルクチョコレートをまとい、スギの木をイメージした。
発売から1年ほどでパッケージを変更し、軸のビスケット部分をココア味に変更した。
明治の担当者は、販売終了の理由について「一時はヒットしたが、出荷が減少したため」としている。
細焼きビスケットの軸は、元来グリコポッキーのフォロワー商品として開発されたラッキーから転用したもので、ラッキーミニアーモンドへ転身は出戻りとなる。

## 復刻販売
2005年（平成17年）に期間限定で、すぎのこ村を復刻販売した。パッケージの村の道はコンクリート舗装に変わり、古民家の一部がビルになっている。